# Confession sexuelle d'un anonyme russe
Confession sexuelle d'un anonyme russe (Een seksuele bekentenis van een anonieme Rus) is een Franstalig boek waarin seksverslaving een grote rol speelt. De eerste editie verscheen in Parijs in 1912. De schrijver bleef anoniem en heeft het manuscript hoogstwaarschijnlijk bij een uitgever in de brievenbus gestopt. Het boek speelt aan het eind van de 19e eeuw in Oekraïne en Italië, en pretendeert autobiografisch te zijn. De hoofdpersoon raakt volledig verslaafd aan seks en raakt hierdoor steeds verder aan lager wal. Een Nederlandse vertaling is niet bekend.

## Het verhaal
De hoofdpersoon groeit op als zoon van een edelman in Oekraïne, die eind 19e eeuw nog tot het Russische rijk behoorde. Daar geniet hij een geprivilegieerde opleiding en wordt op de middelbare school de beste van zijn klas. Verleidingen liggen op de loer, zeker in het 19e-eeuwse Rusland dat in die tijd op seksueel gebied nog opmerkelijk openhartig was. Via oudere meisjes komt hij in contact met seksualiteit, en is al snel met niets anders meer bezig. Zijn cijfers kelderen tot grote verbazing van zijn ouders. De hoofdpersoon kan alleen nog maar aan seks denken en slaapt met meisjes variërend van zijn eigen leeftijd (op dat moment 12 à 13) tot in de 20.
Het besef dat hij zijn eigen toekomst op het spel zet en druk van de ouders zet de hoofdpersoon er rond zijn 17e/18e toe aan om zich weer op studeren te concentreren, na de middelbare school met de hakken over de sloot te hebben voltooid. De hoofdpersoon gaat uiteindelijk in Milaan studeren en wonen, en trouwt daar ook uiteindelijk met een Italiaanse. Hij wordt ingenieur en zijn extreme behoefte aan seks lijkt verdwenen. Maar het bloed kruipt waar het niet gaan kan en al snel bedriegt hij zijn vrouw met Russische vrouwen uit de emigrantengemeenschap,  Een van hen is zelfs een gevluchte revolutionaire. Maar dan ontdekt hij Napels.
Eind 19e eeuw is het straatarme Napels in het pas verenigde Italië een bolwerk van sekstoerisme, zowel legaal als illegaal. Na een zakenbezoek aan de stad ontdekt de hoofdpersoon dat men in Napels voor een paar duiten aan de juiste persoon op seksueel gebied kan krijgen wat men zich wenst. De hoofdpersoon bezondigt zich ook aan minderjarige prostituees, en gedraagt zich onzedelijk jegens kinderen. Ook masturbeert hij iedere dag veelvuldig, iets dat hij eerder niet durfde omdat hij bang was dat het zijn gezondheid zou schaden.
Het boek eindigt met een bespiegeling van de hoofdpersoon, waarin hij de trieste balans van zijn leven opmaakt. Als slimste jongen van de klas begonnen, als slechtste geëindigd. De hoofdpersoon loopt van bordeel naar bordeel en loopt bovendien het risico gearresteerd te worden. Zijn huwelijk is een mislukking, evenals zijn carrière. Ten slotte schrijft hij dit verhaal, en laat het achter bij een uitgever, om te publiceren voor het nageslacht.